# افولوسن (تكاط)
افولوسن هي إحدى مشيخات المملكة المغربية، تتبع جغرافيا لإقليم الصويرة وإداريًا لتكاط. يقدر عدد سكانها بـ 4295 نسمة حسب الإحصاء الرسمي للسكان والسكنى لسنة 2004.